# Стрељаштво на Летњим олимпијским играма 2004.
Такмичења у стрељаштву на Олимпијским играма 2004. у Атини одржана су од 14. до 22. августа на Олимпијском спортском стрелишту Маркопуло, који се налази на Атици.
Такмичило се 390 стрелаца из 106. земаља у 17 дисциплина од тога 10 у мушкој и 7 у женској конкуренцији. 
Највише успеха имали су стрелци кине који су освојили 4 златне, 2 сребрне и 3 бронзане медаље.

## Земље учеснице
Ово је списак држава које су биле заступљене у такмичењима у стрељаштву. У загради је број учесника из сваке државе. 
| - Андора (1) - Аргентина(3) - Јерменија (1) - Аустралија (21) - Аустрија (5) - Азербејџан (2) - Брунеј (1) - Бангладеш (1) - Барбадос (1) - Белорусија (9) - Белгија (1) - Боливија (1) - Босна и Херцеговина (1) - Бразил (1) - Бугарска (3) - Канада {2} - Чиле (1) - Кина (26) - Кинески Тајпеј (2) - Колумбија (3) - Костарика (1) - Хрватска (1) - Куба (8) - Кипар (2) - Чешка (8) - Данска (5) - Доминиканска Република (1) - Еквадор (1) - Египат (5) - Салвадор (1) - Естонија (1) - Фиџи (1) - Финска (6) - Француска (8) - Грузија (1) - Немачка (20) | - Уједињено Краљевство (6) - Грчка (11) - Гватемала (1) - Хонгконг (1) - Мађарска {8} - Индија (8) - Индонезија (1) - Иран (1) - Ирска (1) - Израел (2) - Италија (13) - Јамајка (1) - Јапан (9) - Казахстан (4) - Северна Кореја (3) - Јужна Кореја (16) - Кувајт (5) - Киргистан (1) - Летонија (1) - Либан (1) - Лихтенштајн (1) - Литванија (1) - Република Македонија {1} - Малезија (2) - Малта (1) - Мексико (1) - Молдавија (1) - Монако (1) - Монголија (1) - Намибија (1) - Непал (1) - Холандија (3) - Нови Зеланд (2) - Никарагва (1) - Норвешка (5) | - Оман (1) - Пакистан (1) - Перу (1) - Филипини (1) - Пољска (5) - Португалија (2) - Порторико (1) - Катар (2) - Румунија (2) - Русија (24) - Сан Марино (2) - Саудијска Арабија (1) - Србија и Црна Гора (3) - Сингапур (1) - Словачка (3) - Словенија (1) - Јужноафричка Република (1) - Шпанија (4) - Шри Ланка (1) - Шведска (8) - Швајцарска (5) - Сирија (1) - Таџикистан (1) - Тајланд (2) - Тринидад и Тобаго (1) - Турска (1) - Туркмeнистан (1) - Украјина (11) - Уједињени Арапски Емирати (2) - Сједињене Америчке Државе (21) - Узбекистан (2) - Венецуела (1) - Вијетнам (1) - Америчка Девичанска Острва (1) - Зимбабве (1) |

## Освајачи медаља

### Мушкарци
| Дисциплине                       |                                             | Резултат |                                        | Резултат |                              | Резултат |
|                                  |                                             |          |                                        |          |                              |          |
| Ваздушни пиштољ 10 м детаљи      | Ванг Јифу · Кина                            | 690 ОР   | Михаил Неструјев · Русија              | 689,8    | Владимир Исаков · Русија     | 684,3    |
| МК пиштољ брза паљба 25 м детаљи | Ралф Шуман · Немачка                        | 694,9    | Сергеј Пољаков · Русија                | 692,7    | Сергеј Алифиренко · Русија   | 692,3    |
| Пиштољ 50 м детаљи               | Михаил Неструјев · Русија                   | 363,3    | Ђин Ђанг-ох · Јужна Кореја             | 661,5    | Ким Ђонг-су · Северна Кореја | 657,7    |
| Ваздушна пушка 10 м детаљи       | Џу Ћинан · Кина                             | 702,7    | Ли Ђе · Кина                           | 701,3    | Јозеф Гонци · Словачка       | 697,4    |
| МК пушка лежећи став 50 м детаљи | Метју Емонс · Сједињене Америчке Државе     | 703,3    | Кристијан Луш · Немачка                | 702,2    | Сергеј Мартинов · Русија     | 701,6    |
| МК пушка тростав 50 м детаљи     | Ђа Џанбо · Кина                             | 1264,5   | Мајкл Анти · Сједињене Америчке Државе | 1263,1   | Кристијан Планер · Аустрија  | 1262,8   |
| Трап детаљи                      | Алексеј Алипов · Русија                     | 149 ОР   | Ђовани Пелијело · Италија              | 146      | Адам Вела · Аустралија       | 145      |
| Двоструки трап детаљи            | Ахмед ел Мактум · Уједињени Арапски Емирати | 189      | Раџјавардан Синг Раторе · Индија       | 179      | Ванг Џенг · Кина             | 178      |
| 10 м покретна мета детаљи        | Манфред Курцер · Немачка                    | 682,4    | Александар Блинов · Русија             | 678,0    | Дмитри Ликин · Русија        | 771,1    |
| Скит детаљи                      | Андреа Бенели · Италија                     | 149      | Марко Кемпајнен · Финска               | 149      | Хуан Мигел Родригез · Куба   | 147      |

### Жене
| Дисциплине                   |                                      | Резултат |                                    | Резултат |                                     | Резултат |
|                              |                                      |          |                                    |          |                                     |          |
| Ваздушни пиштољ 10 м детаљи  | Олена Костевич · Украјина            | 483,3    | Јасна Шекарић · Србија и Црна Гора | 483,3    | Марија Гроздева · Бугарска          | 482,3    |
| Ваздушна пушка 10 м детаљи   | Ду Ли · Кина                         | 502,0    | Љубов Галкина · Русија             | 501,5    | Катержина Куркова · Чешка           | 501,1    |
| МК пиштољ 25 м детаљи        | Марија Гроздева · Бугарска           | 688,2 ОР | Ленка Хикова · Чешка               | 687,8    | Ирада Ашумова · Азербејџан          | 687,3    |
| МК пушка тростав 50 м детаљи | Љубов Галкина · Русија               | 688,4    | Валентина Туризини · Италија       | 685,9    | Ванг Ченгји · Кина                  | 685,4    |
| Трап детаљи                  | Сузен Балог · Аустралија             | 88       | Марија Кинтанал · Шпанија          | 84       | Ли Бо-на · Јужна Кореја             | 83       |
| Двоструки трап детаљи        | Ким Роуд · Сједињене Америчке Државе | 146      | Ли Бо-на · Јужна Кореја            | 145      | Гао Е · Кина                        | 142      |
| Скит детаљи                  | Дијана Игаљ · Мађарска               | 97       | Веј Нинг · Кина                    | 93 (+2)  | Земфира Мефтахетдинова · Азербејџан | 93 (+1)  |

## Биланс медаља
| Ранг | Држава                    | Злато | Сребро | Бронза | Укупно |
| 1    | Кина                      | 4     | 2      | 3      | 9      |
| 2    | Русија                    | 3     | 4      | 3      | 10     |
| 3    | Немачка                   | 2     | 1      | 0      | 3      |
| 3    | САД                       | 2     | 1      | 0      | 3      |
| 5    | Италија                   | 1     | 2      | 0      | 3      |
| 6    | Аустралија                | 1     | 0      | 1      | 2      |
| 6    | Бугарска                  | 1     | 0      | 1      | 2      |
| 8    | Мађарска                  | 1     | 0      | 0      | 1      |
| 8    | Украјина                  | 1     | 0      | 0      | 1      |
| 8    | Уједињени Арапски Емирати | 1     | 0      | 0      | 1      |
| 11   | Јужна Кореја              | 0     | 2      | 1      | 3      |
| 12   | Чешка Република           | 0     | 1      | 1      | 2      |
| 13   | Финска                    | 0     | 1      | 0      | 1      |
| 13   | Индија                    | 0     | 1      | 0      | 1      |
| 13   | Србија и Црна Гора        | 0     | 1      | 0      | 1      |
| 13   | Шпанија                   | 0     | 1      | 0      | 1      |
| 17   | Азербејџен                | 0     | 0      | 2      | 2      |
| 18   | Аустрија                  | 0     | 0      | 1      | 1      |
| 18   | Белорусија                | 0     | 0      | 1      | 1      |
| 18   | Куба                      | 0     | 0      | 1      | 1      |
| 18   | Северна Кореја            | 0     | 0      | 1      | 1      |
| 18   | Словачка                  | 0     | 0      | 1      | 1      |
|      | Укупно (22)               | 17    | 17     | 17     | 51     |